# Apostolepis dimidiata
Apostolepis dimidiata är en ormart som beskrevs av Jan 1862. Apostolepis dimidiata ingår i släktet Apostolepis och familjen snokar. Inga underarter finns listade i Catalogue of Life.
Arten förekommer i södra Brasilien, i Paraguay och i norra Argentina. Honor lägger ägg.